# Alfombra Navalgund
Las alfombras de Navalgund son un tipo de alfombras originarias del Nagar Panchayat  de Navalgund, en el distrito de Dharwad, Karnataka, India, conocidas por sus diseños geométricos, de pájaros y de animales. Este tipo de alfombra ha sido registrado para su protección en virtud de la indicación geográfica del Acuerdo sobre los Aspectos de los Derechos de Propiedad Intelectual relacionados con el Comercio (ADPIC). En 2011 se registró como "Alfombras Navalgund" en virtud de la Ley de Indicaciones Geográficas de 1999 del Gobierno de la India, con registro confirmado por el Controlador General de Patentes, Diseños y Marcas en la clase 27 mediante la solicitud número 61, de 27 de junio de 2011. Su logotipo fue registrado con el número de solicitud 512, el 8 de enero de 2015.

## Ubicación
Navalgund se encuentra dentro de las coordenadas geográficas 15°34′12″N 75°22′12″E / 15.57000, 75.37000 .

## Historia
Los durrigullu de Nuvulgund, también conocidos como gullu "jumkhaanaa" en lengua canarés, fueron fabricados inicialmente por un grupo de tejedores de Bijapur que vivían en Jumkhaan Gulli durante el reinado de Ali Adil Shah. Como consecuencia de la guerra entre los Adil Shah y el imperio de Vijayanagar, los tejedores de Jumkhaan emigraron a Nuvulgund en busca de un lugar seguro para ejercer su oficio. Si bien su objetivo inicial era dedicarse al comercio de perlas, terminarían por asentarse en la ciudad estableciendo telares y trabajando en el tejido de durrigullu.
Estos durrigullu son fabricados exclusivamente por las mujeres de la comunidad utilizando los telares en el propio hogar. Hubo un tiempo en que hasta 75 mujeres trabajaban en esta artesanía, pero debido a la falta de instalaciones y a la escasa rentabilidad, ahora tan solo unas 35 se dedican a tejer dichas alfombras.
Tradicionalmente, las mujeres musulmanas de la comunidad de Sheikh Sayeed estaban obligadas a quedar confinadas en sus casas, por lo que esta artesanía se convirtió en su cultura exclusiva y en un medio para ganarse la vida en el hogar. Este tipo de alfombra no se fabrica en ningún otro lugar. Las artesanas son muy reservadas en cuanto al arte de tejer y sólo enseñan esta técnica a sus nueras (no a sus hijas, ya que después de casarse se irían con otra familia).

## Detalles de fabricación
Tras varias generaciones dedicadas a su fabricación, tanto sus especificaciones como el procedimiento de fabricación están bien documentados.
El proceso comienza con la adquisición del algodón en bruto a la Karnataka State Handicrafts Development Corporation. Para la urdimbre se utiliza algodón 3/10s, un hilo sin blanquear, y para la trama, algodón 10s de 6 cabos. Los hilos también pueden adquirirse en el mercado de Hubli. Una vez adquirido el material necesario, se inicia el proceso de pretejido. Se trata de un proceso de cuatro etapas. El primer paso es la preparación de la urdimbre, que es un conjunto de hilos que recorre toda la longitud de las alfombras y que está cubierto por la trama. La decisión sobre su longitud viene dictada por los 3/10 de algodón convertidos en ovillos. Mientras que la urdimbre de las más pequeñas se hace en el patio abierto de la casa, en el caso de las de mayor tamaño, por ejemplo de 2,4 m × 3,7 m, las urdimbres se hacen en grandes terrenos abiertos de la ciudad. A continuación, se sigue un procedimiento de trabajo detallado con palillos para urdir el número de hilos necesario. Tras esto, la urdimbre se traslada al telar situado en el interiror de la casa y se teje siguiendo un patrón establecido utilizando los plegadores de los telares, los palos y los hilos. Posteriormente el hilo de la trama de algodón 10s se tiñe con tintes de colores negro, amarillo, rojo, marrón, azul y verde, mezclados con agua, y las madejas se mantienen en la solución colorante durante 20 minutos antes de retirarse y secarse. La urdimbre se fija en el telar (que es de diseño vertical, bastante antiguo, a diferencia del telar horizontal que se utiliza a ras de suelo en otros lugares del país) y se estira adecuadamente para obtener la tensión necesaria. A continuación, dos tejedoras, una frente a la otra, comienzan a tejer. Los dibujos se introducen en la urdimbre en la fase adecuada del tejido. Se marcan las líneas verticales y diagonales y se procede al tejido. Terminado este proceso la trama cubre la urdimbre, y este recubrimiento decide la calidad de las alfombras. Tras este recubrimiento la trama se aprieta adecuadamente golpeando y apisonando. El plegador se utiliza para enrollar la tela a medida que se fabrica la alfombra. Los tejedores deciden los diseños de forma intuitiva. El progreso alcanzado en cada telar es de unos 15 cm al día. Una vez finalizado el proceso de tejido, se retiran las alfombras del telar y se recortan los hilos sobrantes. Al final de las urdimbres se hacen borlas en forma de nudos. Los hilos decorativos de color blanco y otros colores se enhebran en los bordes. Una característica particular de estas alfombras es que no hay dos iguales en color y tamaño. Las alfombras se comercializan en tres categorías, a saber: 
- Jamkhana, en tamaños de 0,91 m × 1,52 m, 2,7 m × 1,8 m y 1,8 m × 2,7 m
- Navagund-ja-Namaz, de 0,61 m × 1,22 m, que es una alfombra de oración utilizada exclusivamente por la comunidad musulmana y que llevan consigo para celebrar el culto en la mezquita o en cualquier otro luga
- Guddar, de 5,5 m × 2,7 m, utilizada como revestimiento de suelos y para almacenar granos; este tipo no lo fabrican los tejedores de Navalgund sino otro conjunto diferente de tejedores.[4]

La inspección del producto final la lleva a cabo un cuerpo de funcionarios del Comisionado de Desarrollo (Artesanías), el director (Investigación de Mercado) del Comité Textil del Ministerio de Textiles y un Maestro Artesano líder en representación de las Asociaciones de Productores.